# Миколаїв (станція)
Микола́їв (неофіц. — Миколаїв-Пасажирський) — вузлова сортувальна залізнична станція 1-го класу Херсонської дирекції Одеської залізниці на перетині неелектрифікованих ліній Долинська — Миколаїв, Колосівка — Миколаїв, Миколаїв — Кульбакине, Снігурівка — Миколаїв та Миколаїв — Миколаїв-Вантажний. Розташована у східній частині міста Миколаєва, на лівому березі Бузького лиману.
За даними «Інвестиційного атласу України», вокзал станції Миколаїв щорічно обслуговує 1,2 млн пасажирів, загальна його площа становить 7400 м². 

## Історія
Станція відкрита 1908 року під первинною назвою Водопій, яка походить від розташованих неподалік місцевостей Старий та Новий Водопій.
У 1966 році станція здобула назву — Миколаїв-Сортувальний. Сучасна назва — з 1987 року, коли було збудовано сучасну будівлю залізничного вокзалу та перенаправлено рух пасажирських поїздів зі старого вокзалу.

## Пасажирське сполучення
На станції Миколаїв зупиняються пасажирські поїзди далекого та приміського сполучення.
Далеке сполучення:
Пасажирські поїзди далекого сполучення прямують до Києва, Краматорська, Львова, Полтави, Тернополя, Харкова, Херсон, Хмельницького тощо.
До російського вторгнення в Україну поїзди курсували до станцій Дніпро-Головний, Запоріжжя I, Івано-Франківськ, Кривий Ріг-Головний, Одеса-Головна, Рахів, яким тимчасово змінено маршрут руху або скасовані.
На літній період та під час новорічних свят призначаються додаткові поїзди до Києва та Львова.
З 5 липня 2016 року призначався денний швидкісний поїзд «Інтерсіті» № 766/765 сполученням Київ-Пасажирський — Херсон. Час в дорозі з Києва до Миколаєва складав близько 6 годин.
14 листопада 2022 року перший поїзд до Миколаєва вирушив з Києва, з початку повномасштабного російського вторгнення в Україну. Дозвіл на відновлення пасажирського залізничного сполучення з Миколаєвом «Укрзалізниці» надано від Миколаївської обласної військової адміністрації та військових. Востаннє пасажирський поїзд № 122/121 сполученням Київ — Миколаїв приїздив до Миколаєва 24 лютого 2022 року. Поїзд курсує по парних числах зі столиці і по непарних — з Миколаєва.
Приміське сполучення:
Приміські поїзди від станції Миколаїв прямують до станцій Миколаїв-Вантажний, Біла Криниця, Долинська,  Колосівка, Херсон, Апостолове (через Херсон, Снігурівку).

## Послуги на вокзалі
Квиткові каси:
- оформлення проїзних та перевізних документів у дальньому та приміському сполученнях;
- оформлення проїзних документів у міжнародному сполученні;
- повернення (поновлення) проїзних документів;
- резервування місць організаціям та групам;
- оформлення проїзних документів, бронювання через мережу інтернет;
- переоформлення проїзного документа не раніше, ніж як за 24 години до його відправлення.

Кімнати відпочинку:
- проживання (1-но, 2-х, 3-х, 4-х, 5-ти місцева);
- прийом замовлень та доставка проїзних документів у кімнати відпочинку;
- користування залою у кімнаті відпочинку;
- збереження ручної поклажі у кімнаті відпочинку, зарядження мобільних телефонів та ноутбуків.

Сервісний центр:
- обслуговування пасажирів у сервісному центрі;
- користування телефонним апаратом;
- замовлення таксі, носія;
- ксерокопіювання (формати А4, А3);
- прийом-передача повідомлень по факсу;
- користування залом для нарад і прийому офіційних делегацій;
- оформлення замовлення у касі сервісного центру з викупом проїзного документу пасажиром по особистій явці;
- доставка квитків на адресу у межах міста;
- складна і письмова довідка;
- оголошення по гучномовному зв'язку;
- збереження ручної поклажі у залі сервісного центру;
- зарядження мобільного телефону у сервісному центрі;
- зарядження ноутбука у сервісному центрі;
- платний туалет;
- користування душем;
- користування автоматичними камерами схову;
- примусове відмикання комірок схову.

Багажне відділення:
- зберігання прибулого багажу та вантажобагажу;
- попереднє прийняття багажу та вантажобагажу;
- зберігання великогабаритної ручної поклажі;
- зберігання ручної поклажі у багажному відділенні;
- маркування та упаковка багажу;
- повідомлення одержувача про прибуття на його адресу багажу: по телефону, замовленим листом;
- перевірка ваги вантажобагажу;
- користування електровізком;
- навантаження чи вивантаження багажу (вантажобагажу) зі складу видачі на автомобіль;
- послуги носія;
- надання місця під стоянки для власних автомобілів громадян на території, яка належить вокзалу;
- оформлення та доставка «Експрес-пошти» (поштових відправлень та бандеролей) вагою до 20 кг до поїзду;
- зняття речей пасажира, що відстав від поїзду.

## Галерея

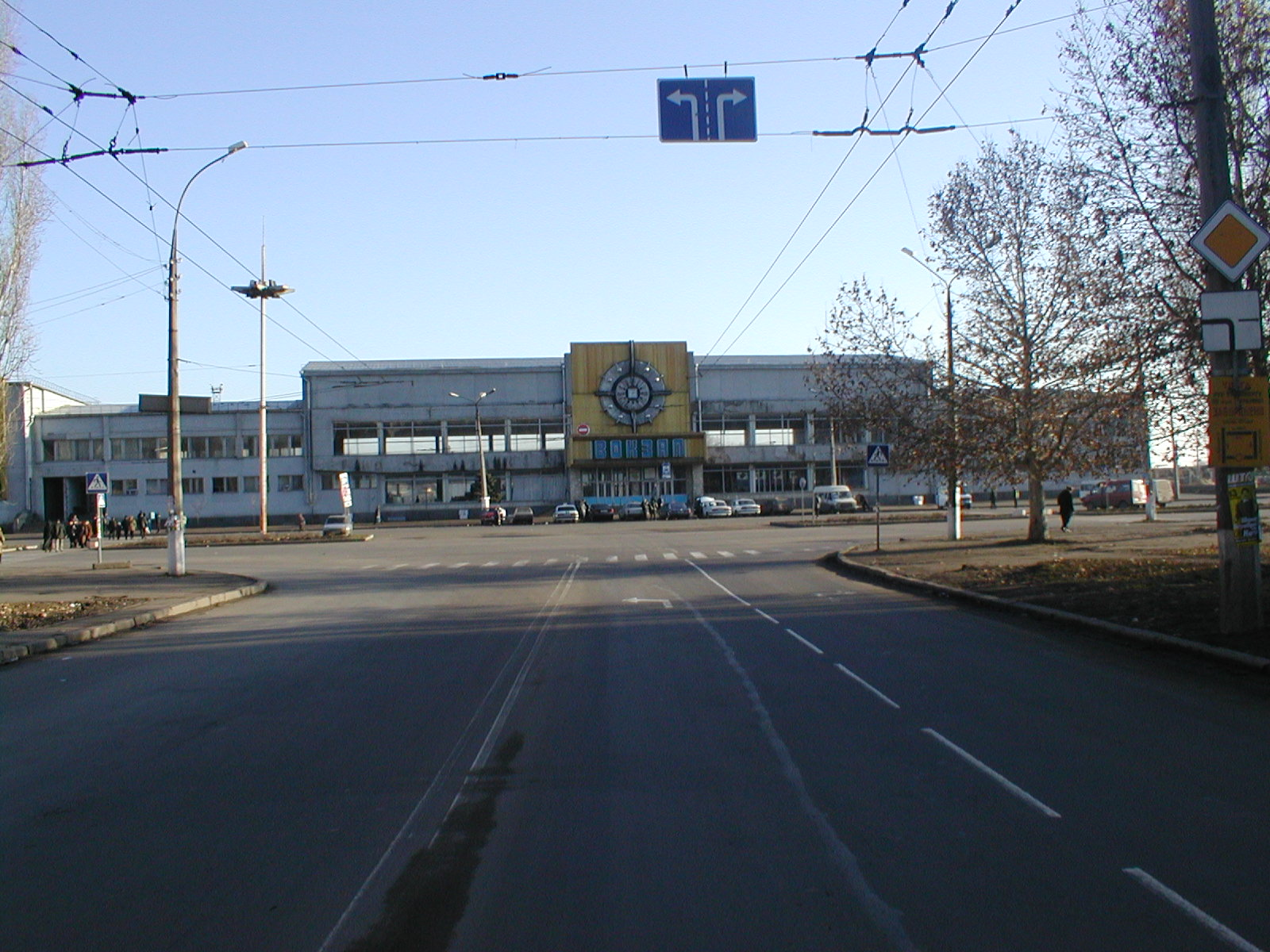
Краєвид вокзалу з проспекту Миру
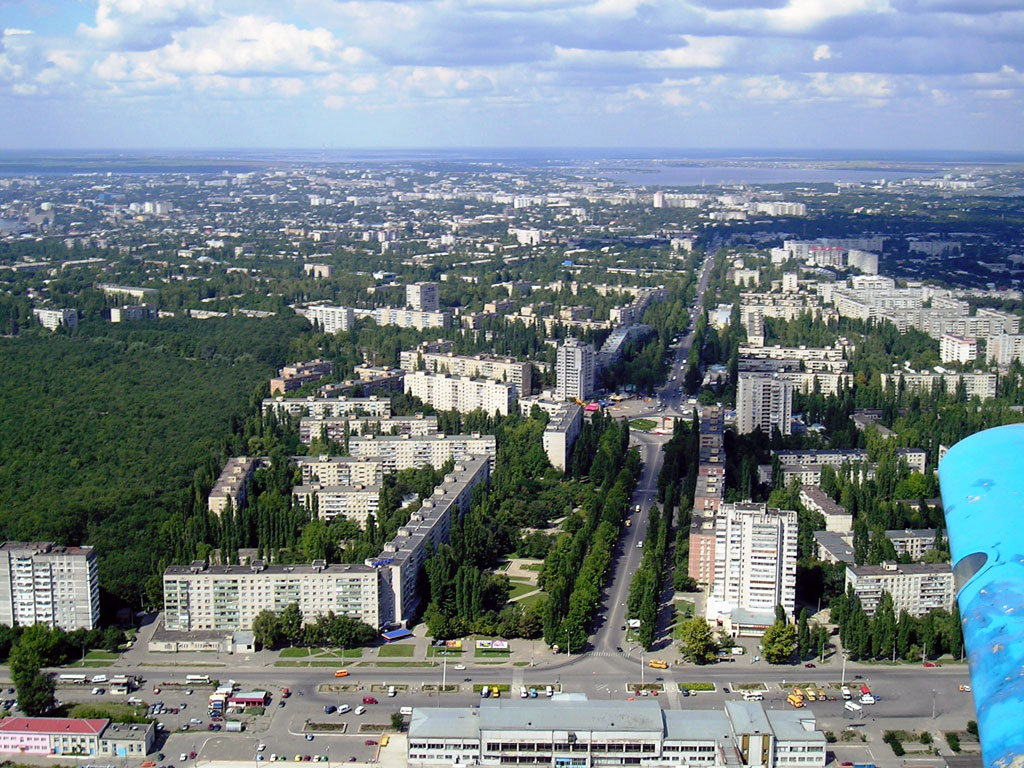
Краєвид на вокзал на перетині проспекту Миру та вул. Новозаводської
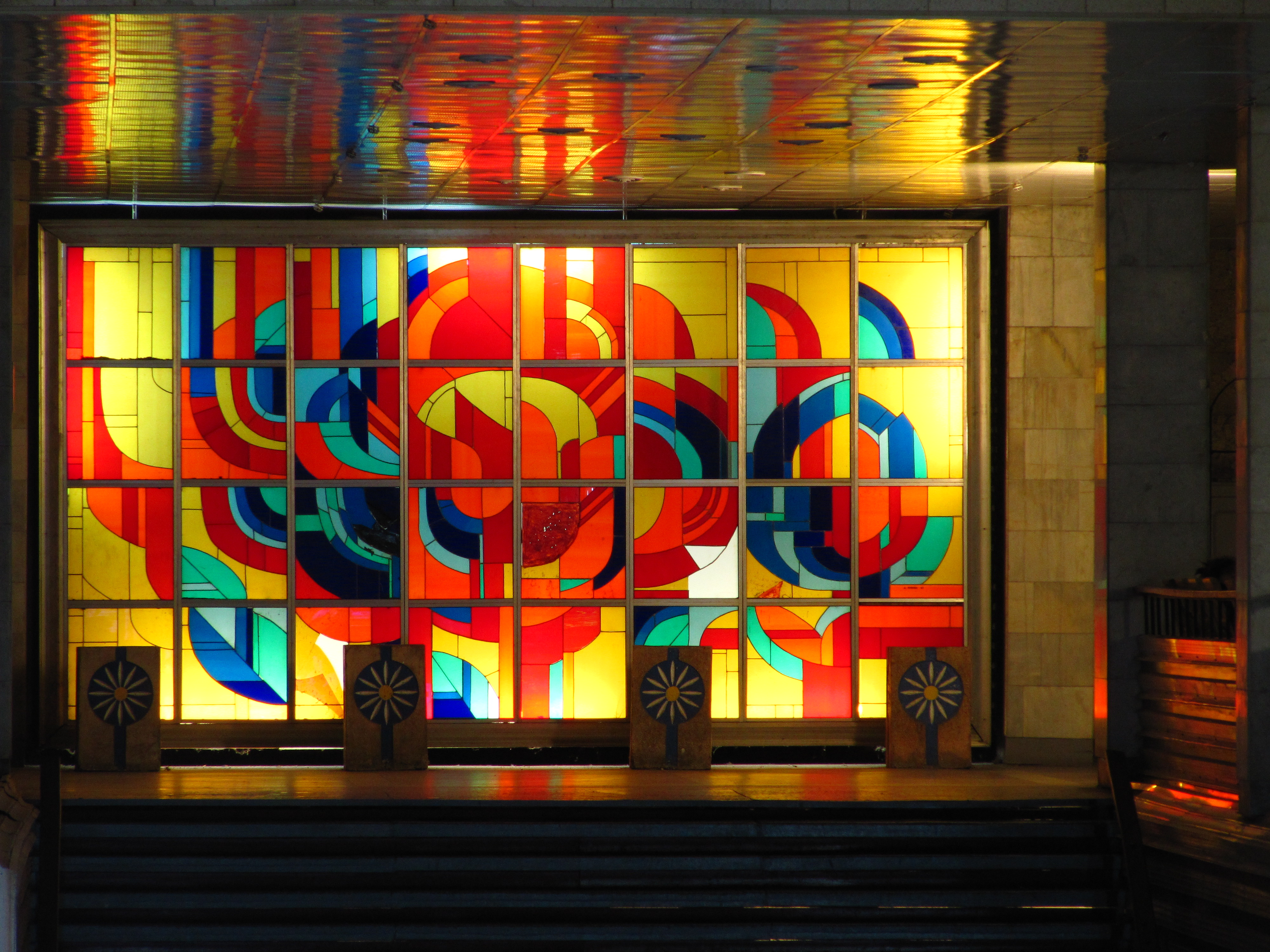
Вітраж на залізничному вокзалі
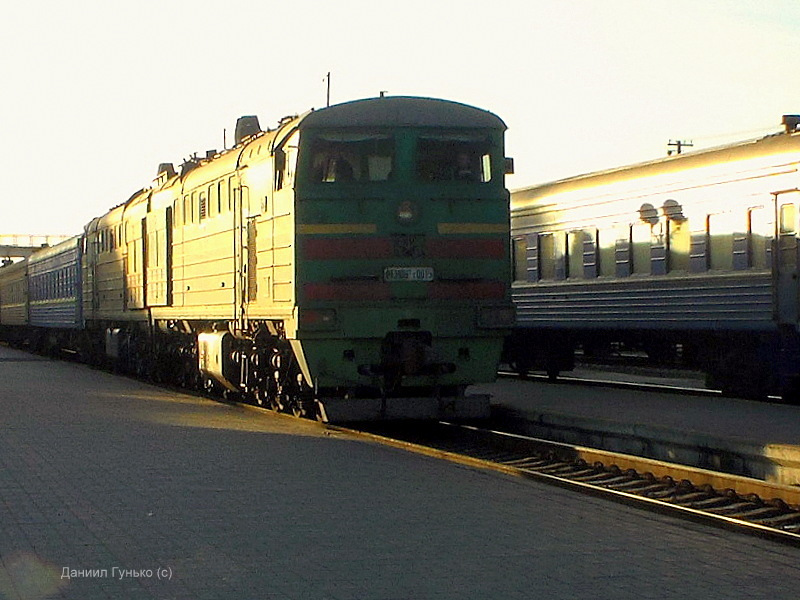
Поїзд № 109/110 сполученням Херсон — Львів